# Bene Akiwa
Bene Akiwa, Bnej Akiwa, Bnei Akiva (hebr. בני עקיבא; pol. Synowie Akiwy) – największa międzynarodowa żydowska młodzieżowa syjonistyczna organizacja religijna na świecie. Zrzesza ponad 125 tysięcy członków w 37 państwach. Powstała w 1929 w Mandacie Palestyny.

## Geneza nazwy
Nazwa ruchu wywodzi się od imienia rabina Akiwy ben Josefa, który jest symbolem żydowskiego bohaterstwa i studiowania Tory w judaizmie.
Mottem ruchu jest „Tora i praca”. Określenie to wyraża związek pomiędzy studiowaniem Tory i pracą. Wskazuje na potrzebę umiejętnego dzielenia czasu między nimi, aby człowiek mógł zarabiać na własne życie i znajdował czas na studiowanie Tory. Logo ruchu Bene Akiwa wyraża ten etos: Tablica z Dziesięcioma Przykazaniami z gałązką oliwki i jęczmienia, zwieńczone kosą i widłami.
Popularnym sloganem Bene Akiwa jest:

Naród Żydowski żyje w Ziemi Izraela zgodnie z Torą Izraela.

## Historia
Ruch został założony w 1929 w Jerozolimie przez Jechiela Eliasa i Menachema Haruvi, którzy byli zafascynowani osobą rabina Akiwy. Rabi Akiva w wieku 40 lat zmienił swoje podejście do życia i wiary żydowskiej. Argumentował, że tak jak miękka woda może przeniknąć litą skałę i ją rozmiękczyć, podobnie mogą uczynić nauki Tory z narodem żydowskim. Jego uczniowie opowiadali o miłości rabina Akiwy do Boga, jego przywiązaniu do Tory, jego stosunku do pracy i Ziemi Izraela, oraz o jego walce o niepodległość ojczyzny. Podczas święta Lag ba-Omer w 1929 ruch Bene Akiwa liczył już 80 członków. Powstanie ruchu entuzjastycznie przywitał rabin Awraham Kuk.
Gdy do ruchu przyłączył się rabin Mosze Zvi Neria, został on uznany za jego przywódcę. Rabin Neria napisał w 1932 hymn ruchu. Określa on reguły kształcenia: praca – religia – wiara.
| יד אחים לכם שלוחה, הנוער החביב על דגלנו כולכם, חנו מסביב, יזהיר לכם כוכב תורה, דרככם סוגה בעבודה, בלב אמיץ ובעזרת ה´, עלה נעלה! קדימה בני-עקיבא, הידד במעלה!, מולדת זו, ארץ אבות, ארצנו הקדושה, מידי אביר-יעקב לנו מורשה, ראשינו בעמקי תורתה, כפינו ברגבי אדמתה, בלב אמיץ ובעזרת ה´, עלה נעלה!, קדימה בני-עקיבא, הידד במעלה! | Braterska ręka jest wyciągnięta do was, o ukochana młodzieży, Zbierzcie się wokół naszej flagi. Gwiazda Tory będzie świecić dla was, Wasza ścieżka jest jedną pracą. Z wytrwałością serca, dzięki pomocy Boga, będziemy iść do przodu, Naprzód, Dzieci Akiwy, naprzód do góry! Ta ojczyzna to Ziemia Święta naszych ojców, Nasze dziedzictwo z rąk Jakuba. Nasze umysły są przesiąknięte Torą, A nasze ręce zanurzone w jej glebie. Z wytrwałością serca, dzięki pomocy Boga, będziemy iść do przodu, Naprzód, Dzieci Akiwy, naprzód do góry! |

W 1939 założono pierwszą jesziwę Bene Akiwa w moszawie Kefar ha-Ro’e. W następnych latach ruch Bene Akiwa rozszerzył się na żydowską diasporę. Niektóre z nowo tworzonych organizacji przyjmowały nazwę Bene Akiwa, inne nazywały się Haszomer Hadati. W 1958 wszystkie te grupy połączyły się i powstała międzynarodowa organizacja Bene Akiwa.
Po wojnie sześciodniowej w 1967 ruch rozszerzył swoją działalność, odgrywając kluczową rolę w rozwoju osiedli żydowskich w Samarii, Judei i Strefie Gazy. Pod mocnym wpływem ruchu Gusz Emunim i jesziwy Merkaz Harav rabina Kooka, ruch Bene Akiwa zaangażował się w działalność polityczną popierając prawicowe środowiska religijnych żydowskich osadników. Jednocześnie zwiększono nacisk na rozwój edukacji i badania Tory, zmniejszając ilość poświęcanego czasu na pracę. Bene Akiwa jest młodzieżowym skrzydłem partii politycznej Mizrachi.

## Struktura organizacyjna
Bene Akiwa w Izraelu jest związana z Religijnym Ruchem Kibuców (hebr. הקיבוץ הדתי, Ha-Kibbuc ha-Dati) i Narodową Partią Religijną. Jest zarządzany przez Krajowy Sekretariat (Hanhala Artzit).
Poza Izraelem lokalne oddziały należą do organizacji World Bnei Akiva. W każdym kraju ruch organizuje grupy szabatowe, obozy letnie, seminaria przywódców lokalnych oddziałów i inne spotkania.
| Nazwa     | Nazwa hebrajska | Tłumaczenie dosłowne | Opis |
| --------- | --------------- | -------------------- | --- |
| Szewet    | שבט             | Plemię               | Jedna grupa wiekowa. Szewet powstaje w wieku około 14. lat i pozostaje przez cały czas członkostwa w ruchu. |
| Snif      | סניף            | Oddział              | Lokalny oddział. Zazwyczaj pracujący w tygodniu w gospodarstwie rolniczym.                                  |
| Madrich   | מדריך           | Przewodnik           | Przywódca Oddziału.                                                                                         |
| Chanich   | חניך            | Uczeń                | Członek ruchu będący przed roczną przerwą w edukacji (gap year).                                            |
| Hachszara | הכשרה           | Przygotowanie        | Program dla absolwentów szkół średnich, realizowany podczas rocznej przerwy w edukacji.                     |
| Szaliach  | שליח            | Emisariusz           | Ruch wysyła emisariuszy do lokalnych oddziałów, aby nauczać hebrajskiego, zachęcać do aliji i judaizmu.     |